# Маяк-Каравул
Маяк-Каравул  —  литовський прикордонний замок побудований Великим князем Вітовтом у 1421 році. Знаходився на місці сучасного українського села Маяки, біля переправи через Дністер на торговому шляху в Білгород зі сходу. Був разом з  "Вітовтовою митницею" на  Дніпрі, найважливішим форпостом Литовського князівства в Північному Причорномор'ї. Разом дві ці митниці контролювали торговельні каравани з Азії в Європу і навпаки. У 16 столітті Маяк-Каравул зруйнували турки, перетворивши його в місце складу лісових вантажів, які вони сплавляли з верхів'їв Дністра.
Згідно деяких джерел існували два замки недалеко один від одного, один замок називався Маяк, інший Каравул
. Останнім часом значна кількість дослідників дотримуються версії про два окремі замки, хоча ця версія принаймні поки що не є загальноприйнятою.